# Soutelo (Vieira do Minho)
Soutelo is een plaats (freguesia) in de Portugese gemeente Vieira do Minho en telt 215 inwoners (2001).